# Lophocampa nimbifacta
Lophocampa nimbifacta är en fjärilsart som beskrevs av Dyar 1912. Lophocampa nimbifacta ingår i släktet Lophocampa och familjen björnspinnare. Inga underarter finns listade i Catalogue of Life.